# Dierenproces

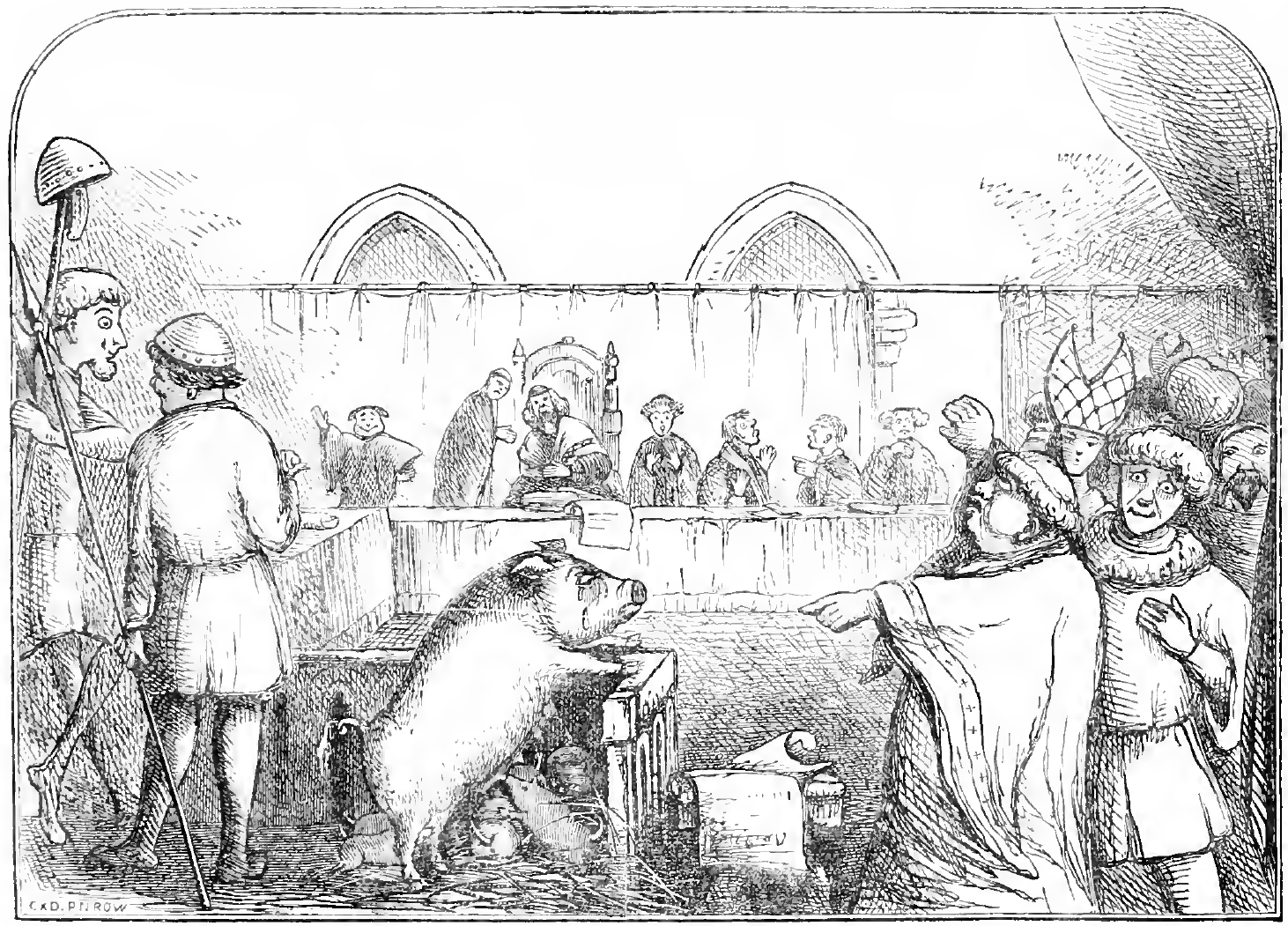
Illustratie gepubliceerd in 1869 waarop te zien is hoe in 1457 in het Franse Lavigny een zeug en haar zes biggen terechtstaan op verdenking van het doden en gedeeltelijk verorberen van een vijfjarig jongetje (de zeug werd veroordeeld tot de dood door ophanging, de biggen werden vrijgesproken)

Een dierenproces is een procedure waarin een dier strafrechtelijk wordt vervolgd. In het moderne, westerse strafrecht straft men enkel nog mensen en rechtspersonen, maar voor de Franse Revolutie konden ook dieren of bijvoorbeeld ook collectiviteiten (steden, dorpen, ambachten) gestraft worden. Een dier werd beschouwd als een rechtssubject. Dierenprocessen werden zowel voor kerkelijke als voor wereldlijke rechtbanken gevoerd.

## Kerkelijke rechtbanken
Een basis voor kerkelijke dierenprocessen kan gezocht worden in de Bijbel. In het Nieuwe Testament vervloekte Jezus een onvruchtbare vijgenboom, die daarna verdorde en afstierf. Er is ook een legende over de heilige Bernardus die bij een vliegenplaag in zijn klooster de vliegen excommuniceerde. Deze vliegen stierven terstond. Het kerkelijk dierenproces is ook verwant aan het duivelsproces. Men nam soms aan dat de betreffende dieren bezeten waren door de duivel.
Kerkelijke dierenprocessen betroffen niet enkel individuele huisdieren maar vooral wilde dieren die een plaag vormden zoals kevers, vliegen, sprinkhanen, bloedzuigers, rupsen, wormen, mollen, muizen, ratten, slangen, palingen en dolfijnen. Vaak werd de kerkelijke justitie gecontacteerd om te helpen plagen in de landbouw te bestrijden. In eerste instantie poogden geestelijken de dieren met gebed, bezweringen en wijwater te verdrijven. Lukte dit niet, dan konden de dieren voor de kerkelijke rechtbank worden gedaagd. De procedure was gelijk aan die voor gewone processen. Aan de aangeklaagde dieren werd een advocaat toegewezen en de processen konden verschillende dagen duren. De gebruikelijke bestraffing voor dieren was verbanning met of op straffe van excommunicatie. Het vonnis werd aangeplakt en gedurende drie zondagen voorgelezen in de kerk, zoals gebruikelijk was voor vonnissen van excommunicatie.
Bekend is het advies van de bisschop van Lausanne in 1451 betreffende een plaag van bloedzuigers in viskwekerijen. Hij adviseerde enkele van de bloedzuigers voor de magistraat te brengen als waarschuwing voor hun soortgenoten. De waarschuwing en dagvaarding dienden tweemaal te worden herhaald. En telkens moest een advocaat worden toegewezen aan de dieren.

## Wereldlijke rechtbanken
Een basis voor deze praktijk was waarschijnlijk het Germaanse recht. Volgens de gevolgaansprakelijkheid werd de strafmaat in hoofdzaak bepaald door de maat van de aangerichte schade. De middeleeuwse wereldlijke rechtspraak kende maar een rudimentair schuldbegrip.
Voor de wereldlijke rechtbanken kwamen bijna uitsluitend huisdieren als honden, varkens, runderen, paarden, ezels, geiten en hanen. Ze werden vervolgd voor het doden of verwonden van een mens of voor andere ernstige misdrijven (diefstal, hekserij). De meeste dierenprocessen betroffen varkens die een kind hadden verwond of gedood. Tussen de 13 en de 17e eeuw had 90% van de dierenprocessen betrekking op varkens. De gewone gerechtelijke procedure werd gevolgd en het meest gebruikelijk was een doodvonnis. Maar ook de eigenaar van een dier dat een mens had gedood kon gestraft worden, bijvoorbeeld met verbanning.
Een goed gedocumenteerd proces werd gevoerd in 1386 in Normandië. Een loslopend zwijn stootte een jong kind om en vrat de arm en het gezicht aan. Het kind overleefde de aanval niet. Het varken werd gedagvaard en het proces, waarvoor geen kosten werden gespaard, duurde negen dagen. Het varken werd ter dood veroordeeld. Na het vonnis werd het door de straten van Falaise gesleept, opgehangen en daarna verbrand. Voor het werd opgehangen werd het varken, een zeug, aangekleed als een vrouw. De magistraat beval dat boeren uit de omgeving hun varkens moesten meebrengen om de executie bij te wonen ter lering.

## Einde
De meeste dierenprocessen voor kerkelijke rechtbanken vonden plaats voor 1500. Toch is er nog een voorbeeld uit 1596 waarin dolfijnen werden vervolgd die schade toebrachten in de haven van Marseille. De bisschop van Cavaillon werd gelast een exorcisme uit te voeren op de dolfijnen. Volgens de overlevering vertrokken de dolfijnen daarna uit de haven.
In heel Europa kunnen voorbeelden van dierenprocessen worden gevonden. Ook in de Nieuwe Wereld vonden zulke processen plaats, bijvoorbeeld tegen duiven in Canada (eind 17e eeuw), mieren in Brazilië (1713) en termieten in Peru (18e eeuw).
Reeds in de middeleeuwen kwam er kritiek van rechtsgeleerden op deze "achterlijke" dierenprocessen. Zij voerden aan dat het schuldelement ontbreekt. In de Verlichting werden dieren beschouwd als rechtsobjecten en niet langer als rechtssubjecten. Ze konden hoogstens instrument van een misdrijf vormen. Het laatste dierenproces in de Nederlanden vond plaats in 1789. Een stier die in Baardwijk zijn eigenaar had gedood werd ter dood veroordeeld. Het laatste bekende dierenproces in Europa vond plaats in 1906.